# 克拉伦代克

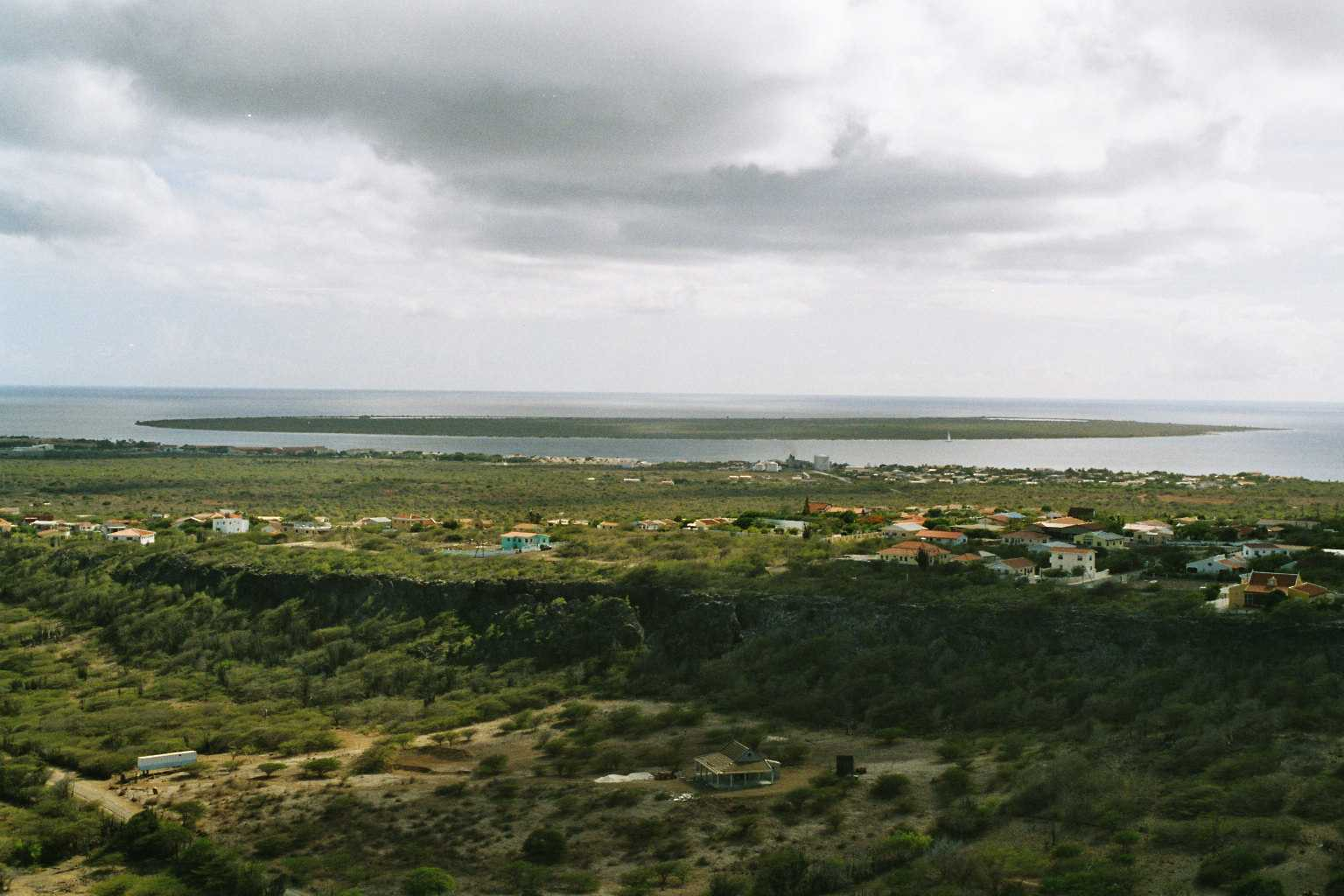
View of Kralendijk and Klein Bonaire from Seru Largu

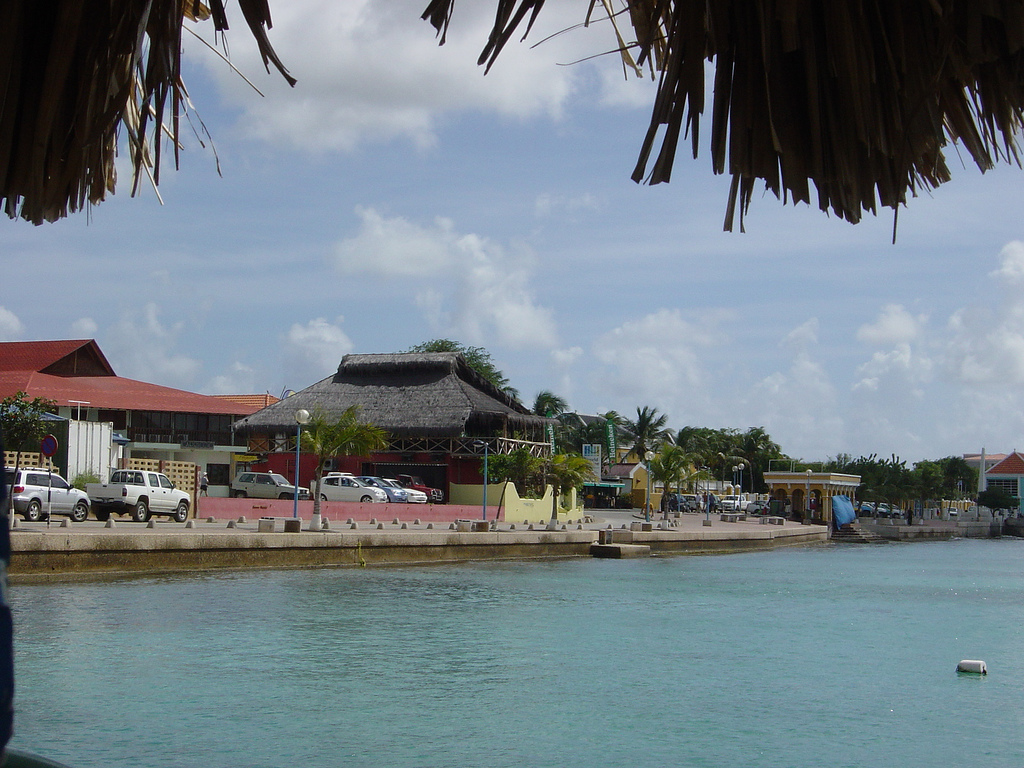
水边景观，包括右侧的鱼市和二战纪念碑

克拉伦代克（荷蘭語：Kralendijk）是荷兰海外领地博奈尔的首府，也是当地的主要港口。“克拉伦代克”意为“珊瑚礁”。该城市的当地名称为Playa。